# Михайлово-Александровское сельское поселение
Михайлово-Александровское сельское поселение — муниципальное образование в Чертковском районе Ростовской области. Административный центр поселения — село Михайлово-Александровка.

## Административное устройство
В состав Михайлово-Александровского сельского поселения входят:
- село Михайлово-Александровка(1606чел.);
- хутор Каменная Балка;
- село Карповка(0чел.);
- хутор Новая Полтава.

## Население
| 2010  | 2012  | 2013  | 2014  | 2015  | 2016  | 2017  |
| ----- | ----- | ----- | ----- | ----- | ----- | ----- |
| 1606  | ↘1558 | ↘1530 | ↘1509 | ↘1484 | ↘1438 | ↘1399 |
| 2018  | 2019  | 2020  | 2021  |       |       |       |
| ↘1362 | ↘1342 | ↘1319 | ↗1337 |       |       |       |